# 双城乡
双城乡是中国陕西省榆林市横山县下辖的一个乡。

## 行政区划
双城乡下辖以下行政区：
双城村、田家焉村、孔家焉村、王梁村、安梁村、刘家河村、柏树渠村、元峁村、月有山村、沈石畔村、岗城村、柴家河村、沈家壕村